# Entomobrya bauciana
Entomobrya bauciana is een springstaartensoort uit de familie van de Entomobryidae. De wetenschappelijke naam van de soort is voor het eerst geldig gepubliceerd in 1894 door Moniez.